# Symfonia w szarości i zieleni – ocean
Symfonia w szarości i zieleni – ocean (ang. Symphony in Grey and Green – The Ocean – to obraz amerykańskiego malarza Jamesa McNeilla Whistlera namalowany w latach 1866–1872, znajdujący się w zbiorach Frick Collection. 

## Historia i opis
12 marca 1866 Whistler przypłynął do Valparaiso w Chile, gdzie pozostał do września. Chile znajdowało się wówczas w stanie konfliktu zbrojnego z Hiszpanią. Whistler namalował w Valparaiso sześć obrazów, wśród nich Symfonię w szarości i zieleni – ocean. Obecne na obrazie okręty mogą stanowić aluzję do blokady portu miejskiego, ale cała specyfika związana z czasem i miejscem została stonowana na rzecz spokojnej palety i minimalistycznej kompozycji.
Whistler oddał toczące się wody Pacyfiku oraz niebo cienkimi pociągnięciami pędzla, tworząc długie wstęgi stonowanych odcieni. Grubsze ślady pędzla na malowidle tworzą złudzenie marszczących się fal. Obraz pierwotnie nosił tytuł Zestawienie szarości i zieleni – ocean (ang. Arrangement in Grey & Green – the Pacific).
Później, przypuszczalnie w 1872, Whistler dodał liściaste gałązki na pierwszym planie i kartusz ze swoim monogramem w kształcie motyla. Motywy te artysta zaczerpnął z japońskich drzeworytów; wtedy też zmienił tytuł dzieła na Symfonia w szarości i zieleni – ocean, kiedy wystawił go w Dudley Gallery.